# Crestview Hills
Crestview Hills – miasto w Stanach Zjednoczonych, w stanie Kentucky, w hrabstwie Kenton.